# Cosmopolitanie
Albums de Soprano
Le Corbeau
(2011) L'Everest
(2016)
Singles
1. Ils nous connaissent pas
Sortie : 21 juin 2014
2. Cosmo
Sortie : 11 août 2014
3. Fresh Prince
Sortie : 22 septembre 2014
4. Clown
Sortie : 12 janvier 2015
5. Le Pain
Sortie : 2 avril 2015
6. Millionnaire
Sortie : 20 juillet 2015
7. Barman
Sortie : 29 octobre 2015
8. Alleluia
Sortie : 3 décembre 2015
9. No Me Mires Más
Sortie : 9 février 2016

Cosmopolitanie est le quatrième album studio du chanteur Soprano sorti le 13 octobre 2014 sur les labels Parlophone, Warner, Hostile Records et Street Skillz,.
Trois ans après son dernier album La Colombe et le Corbeau, Cosmopolitanie marque un tournant dans la carrière de Soprano, passant d'un style rap à un style plus tourné pop, avec une musique décomplexée qui mêle chant, rap et instruments pop. Marqué par des tubes tels que Fresh Prince, Cosmo ou encore Clown, il connaît, malgré un avis critique très partagé, un énorme succès commercial, avec près de 700 000 exemplaires vendus à travers l'Europe, dont plus de 550 000 exemplaires en France, ce qui lui a valu la certification de disque de diamant,. Il entrera à la première place des ventes digitales et en deuxième place des ventes physiques en France dès la première semaine de sa sortie.
Cosmopolitanie sera réédité deux fois : la première réédition, Cosmopolitanie : Cosmo Tour Edition, sort le 16 mars 2015, et la seconde réédition, Cosmopolitanie : En route vers l'Everest, sort le 30 octobre 2015.

## Composition
Le terme « cosmopolitanie » désigne un lieu qui regroupe des personnes ou des éléments originaires de différents pays. Pour la sortie de l'album, Soprano accorde une session de questions/réponses sur le site de 20 Minutes, durant laquelle il explique le choix du nom de Cosmopolitanie : « C'est un album "cosmopolite", j’ai volontairement essayé de faire des morceaux différents et des univers différents pour rester dans le concept du titre de l'album. […] À la base c'est un mot que j'avais inventé pour décrire Marseille, et depuis je l'ai gardé car ça correspond beaucoup à ma philosophie de vie qui est porté sur le mélange et sur l'ouverture d'esprit. Que ce soit culturellement ou musicalement. Voilà pourquoi chaque titre de mon album a des couleurs différentes. ».
La pochette de l'album est représenté par un smiley, sur un fond blanc, traduisant le concept du projet : « À chaque album, on a eu un concept, un truc unique. Il y a eu la colombe, le corbeau… et maintenant je voulais un symbole : un smiley avec le sourire mais une larme quand même, et plein de couleurs. C'est tout simple mais c'était exactement le concept de l'album ! ».

## Production
Le titre Ils nous connaissent pas raconte l'histoire d'un jeune des quartiers, de la banlieue.
Le titre Fresh Prince, inspiré de la série Le Prince de Bel-Air, rend hommage à Will Smith, qui a commencé sa carrière sous le nom de scène de Fresh Prince dans le duo qu'il formait avec DJ Jazzy Jeff, avant d'être révélé dans Le Prince de Bel-Air. On peut entendre dans le morceau quelques références à cette série, notamment dans le refrain, où Soprano cite les noms de deux personnages, Jeffrey et Carlton.
Le titre Luna est dédié à sa toute dernière fille, née le 10 mars 2012. Il avait déjà écrit des chansons pour ses deux premiers enfants, Inaya et Lenny, sur ses précédents albums.
La première édition de Cosmopolitanie offre un titre bonus, Bomb, pour les achats en pré-commande sur format digital. Ce titre sera par la suite présents sur le deuxième CD de la réédition Cosmopolitanie : En route vers l'Everest.

## Promotion
Le premier extrait de Cosmopolitanie sort le 23 juin 2014, il s'agit du clip intitulé Ils nous connaissent pas.
Le second extrait est le single Cosmo, sorti le 25 juillet. Son clip, dévoilé le 12 août (que Soprano a publié pour remercier son public pour avoir pré-commander l'album) est fait à partir de nombreuses vidéos filmés au smartphone, sur lesquelles on voit des gens, pour la plupart anonymes. On[Qui ?] peut cependant aussi reconnaître une multitude de guest-stars apparaissant dans le clip, dont Zaho, Emeric Berco alias M'Rik (animateur Skyrock et MCE), Anaïs (gagnante de Secret Story 7), Cartman alias Sébastien Patoche, Shanna et Thibault (Les Marseillais, Les Anges 6), DJ Hamida ou encore Zack Reece. Ce clip connaîtra un succès, comptabilisant près de 200 millions de vues sur YouTube.
Avant la sortie de l'album, Soprano met en ligne sur sa chaîne YouTube un bon nombre d'interviews de courte durée dans lesquels il parle de chacun des morceaux qui seront présents sur le projet. Il publie deux autres extraits quelques jours avant la sortie de l'album : le morceau Fresh Prince le 22 septembre, dont le clip est mis en ligne 11 octobre.
Après la sortie de l'album, Soprano continue à réaliser des clips de morceaux extraits du projet. Le cinquième clip de l'album est celui du morceau Clown, sorti le 4 mars 2015. Ce clip, dans lequel Black M est invité, connaîtra également un grand succès, avec près de 260 millions de vues sur YouTube. Puis sort le sixième et dernier clip de la version originale de l'album, Le pain, le 20 mai suivant, avec comme invités les comiques marseillais Les Déguns.
Le 24 juillet suivant, Soprano dévoile le clip de son nouveau single Millionnaire, qui sera le premier extrait de la réédition de l'album, Cosmopolitanie : En route vers l'Everest. Le second extrait est le clip Barman, dévoilé le 2 novembre, dans lequel on peut voir une apparition de Stromae.
Soprano dévoilé un troisième clip le 3 décembre, pour le morceau Alleluia, rendant hommage à son ami d'enfance et membre du groupe Psy 4 de la rime Sya Styles, décédé le 26 octobre.

## Rééditions
La première réédition, nommée Cosmopolitanie : Cosmo Tour Edition, sort le 16 mars 2015. Elle contient, en plus du CD original, un second CD comprenant sept titres live extrait de l'album Cosmopolitanie, ainsi que la collaboration avec M. Pokora, présente sur l'album R.E.D de ce dernier.
À la suite du succès de Cosmopolitanie, un an après sa sortie, Soprano sort une deuxième réédition du projet, nommée Cosmopolitanie : En route vers l'Everest, le 30 octobre 2015. Elle regroupe deux CD, dont le CD de la version originale, et un second CD contenant douze titres inédits, dont le titre bonus qui était disponible à la pré-commande de l'album sur iTunes, ainsi que le morceau No Me Mires Más en collaboration avec Kendji Girac en titre bonus disponible à la pré-commande de l'album sur iTunes. Cette nouvelle édition est une transition entre Cosmopolitanie et L'Everest, cinquième album solo de Soprano sorti en octobre 2016.

## Clips vidéo
Clips de Cosmopolitanie :
- Ils nous connaissent pas, dévoilé le 23 juin 2014[7].
- Cosmo, dévoilé le 12 août 2014[8].
- Préface, dévoilé le 1er octobre 2014.
- Fresh Prince, dévoilé le 11 octobre 2014[9].
- Clown, dévoilé le 4 mars 2015.
- Le pain, dévoilé le 20 mai 2015[11].

Clips de Cosmopolitanie : En route vers l'Everest :
- Millionnaire, dévoilé le 24 juillet 2015.
- Barman, dévoilé le 2 novembre 2015.
- Alleluia, dévoilé le 3 décembre 2015.

## Liste des titres
| 1.    | Préface                                 | DJ Mej                               | 3:34 |
| 2.    | Cosmo                                   | DJ Mej & Houss                       | 3:01 |
| 3.    | Ils nous connaissent pas                | X-Plosive                            | 4:05 |
| 4.    | Clown                                   | Fred Savio                           | 4:29 |
| 5.    | Fresh Prince (featuring Uncle Phil)     | Ludovic Carquet, Therry Marie-Louise | 3:17 |
| 6.    | Hello                                   | Fred Savio                           | 3:45 |
| 7.    | Justice                                 | DJ Mej & Houss                       | 4:20 |
| 8.    | Le pain                                 | Ludovic Carquet, Therry Marie-Louise | 3:41 |
| 9.    | Danse ce soir / Midnightlude            | Jo Rafaa                             | 6:31 |
| 10.   | Kalash & Roses                          | Médeline                             | 5:00 |
| 11.   | Ti Amo                                  | Jo Rafaa                             | 4:06 |
| 12.   | Même pas un peu                         | Jo Rafaa                             | 3:37 |
| 13.   | M. et Mme Smith (featuring Kayna Samet) | Akos                                 | 4:48 |
| 14.   | Luna                                    | Ludovic Carquet, Therry Marie-Louise | 3:44 |
| 15.   | Mélancolie                              | Fred Savio                           | 3:39 |
| 16.   | Bomb [Titre Bonus iTunes]               | Akos                                 | 2:45 |
| 61:37 |                                         |                                      |      |

| Cosmopolitanie : Cosmo Tour Edition | Cosmopolitanie : Cosmo Tour Edition  | Cosmopolitanie : Cosmo Tour Edition                                            | Cosmopolitanie : Cosmo Tour Edition | Cosmopolitanie : Cosmo Tour Edition | Cosmopolitanie : Cosmo Tour Edition | Cosmopolitanie : Cosmo Tour Edition | Cosmopolitanie : Cosmo Tour Edition | Cosmopolitanie : Cosmo Tour Edition | Cosmopolitanie : Cosmo Tour Edition |
| No                                  | Titre                                | Compositeur(s)                                                                 | Durée                               |                                     |                                     |                                     |                                     |                                     |                                     |
| ----------------------------------- | ------------------------------------ | ------------------------------------------------------------------------------ | ----------------------------------- | ----------------------------------- | ----------------------------------- | ----------------------------------- | ----------------------------------- | ----------------------------------- | ----------------------------------- |
| 1.                                  | Clown                                | pOps                                                                           | 3:36                                |                                     |                                     |                                     |                                     |                                     |                                     |
| 2.                                  | Ils nous connaissent pas             | pOps                                                                           | 3:18                                |                                     |                                     |                                     |                                     |                                     |                                     |
| 3.                                  | Fresh Prince (featuring Uncle Phil)  | René Weiss                                                                     | 3:39                                |                                     |                                     |                                     |                                     |                                     |                                     |
| 4.                                  | Cosmo                                | René Weiss                                                                     | 3:16                                |                                     |                                     |                                     |                                     |                                     |                                     |
| 5.                                  | Luna                                 | René Weiss                                                                     | 2:53                                |                                     |                                     |                                     |                                     |                                     |                                     |
| 6.                                  | Mélancolie                           | René Weiss                                                                     | 4:06                                |                                     |                                     |                                     |                                     |                                     |                                     |
| 7.                                  | Cosmo (Version Public)               | René Weiss                                                                     | 3:50                                |                                     |                                     |                                     |                                     |                                     |                                     |
| 8.                                  | Mieux que nous (featuring M. Pokora) | Andreas Hagos, Obi Fred Ebele, Uchi Ben Ebele, Amanuel Dermont, Da Beat Freakz | 4:25                                |                                     |                                     |                                     |                                     |                                     |                                     |
| 29:03                               |                                      |                                                                                |                                     |                                     |                                     |                                     |                                     |                                     |                                     |

| Cosmopolitanie : En route vers l'Everest | Cosmopolitanie : En route vers l'Everest                              | Cosmopolitanie : En route vers l'Everest                 | Cosmopolitanie : En route vers l'Everest | Cosmopolitanie : En route vers l'Everest | Cosmopolitanie : En route vers l'Everest | Cosmopolitanie : En route vers l'Everest | Cosmopolitanie : En route vers l'Everest | Cosmopolitanie : En route vers l'Everest | Cosmopolitanie : En route vers l'Everest |
| No                                       | Titre                                                                 | Compositeur(s)                                           | Durée                                    |                                          |                                          |                                          |                                          |                                          |                                          |
| ---------------------------------------- | --------------------------------------------------------------------- | -------------------------------------------------------- | ---------------------------------------- | ---------------------------------------- | ---------------------------------------- | ---------------------------------------- | ---------------------------------------- | ---------------------------------------- | ---------------------------------------- |
| 1.                                       | Intro                                                                 | Soprano                                                  | 0:40                                     |                                          |                                          |                                          |                                          |                                          |                                          |
| 2.                                       | Millionnaire                                                          | Fred Savio                                               | 3:01 Or                                  |                                          |                                          |                                          |                                          |                                          |                                          |
| 3.                                       | Les croqueurs de diamant                                              | Djaresma                                                 | 5:26                                     |                                          |                                          |                                          |                                          |                                          |                                          |
| 4.                                       | J'ai encore rêvé de toi                                               | Fred Savio                                               | 3:57                                     |                                          |                                          |                                          |                                          |                                          |                                          |
| 5.                                       | Alleluia                                                              | Yoni Fly                                                 | 4:05                                     |                                          |                                          |                                          |                                          |                                          |                                          |
| 6.                                       | Interlude (Le bistro du coin)                                         | Zino, Coogy, Nico & Lead                                 | 1:16                                     |                                          |                                          |                                          |                                          |                                          |                                          |
| 7.                                       | Barman                                                                | Djaresma                                                 | 3:14                                     |                                          |                                          |                                          |                                          |                                          |                                          |
| 8.                                       | Interlude                                                             | Soprano                                                  | 0:37                                     |                                          |                                          |                                          |                                          |                                          |                                          |
| 9.                                       | Le temps qui nous reste (featuring Nassi)                             | Djaresma                                                 | 3:45                                     |                                          |                                          |                                          |                                          |                                          |                                          |
| 10.                                      | Bomb                                                                  | Akos                                                     | 2:45                                     |                                          |                                          |                                          |                                          |                                          |                                          |
| 11.                                      | Interlude Everest                                                     | Dj Mej & Hous                                            | 1:33                                     |                                          |                                          |                                          |                                          |                                          |                                          |
| 12.                                      | L'Everest                                                             | Médeline                                                 | 4:33                                     |                                          |                                          |                                          |                                          |                                          |                                          |
| 13.                                      | No Me Mires Más [Titre Bonus iTunes] (Kendji Girac featuring Soprano) | Felipe Saldivia & Kendji Girac, Soprano & Frédéric Savio | 4:14                                     |                                          |                                          |                                          |                                          |                                          |                                          |
| 39:19                                    |                                                                       |                                                          |                                          |                                          |                                          |                                          |                                          |                                          |                                          |

## Réception

### Accueil commercial
Lors de sa première semaine d'exploitation, Cosmopolitanie réalise un bon démarrage, se vendant à 26 000 exemplaires en France, il se place ainsi en première position des ventes digitales et en deuxième position des ventes physiques. Un mois après sa sortie, il atteint les 50 000 exemplaires vendus, il est alors certifié disque d'or. Seulement quelques jours après, il est certifié disque de platine avec 100 000 ventes,,. À la fin de 2015, l'album compte plus de 400 000 exemplaires vendus, il obtient à cette occasion un triple disque de platine. À la fin d'octobre 2016, deux ans après sa sortie, l'album est certifié disque de diamant, avec plus de 500 000 exemplaires vendus,.
Au total, Cosmopolitanie cumule plus de 550 000 ventes à travers la France.

### Accueil critique
L'album reçoit des critiques très variées de la part du public. Si certains reprochent à Soprano d'avoir changé son style de musique en passant d'une musique rap à un style plus R'n'B et pop, d'autres considèrent cet album comme étant un grand succès :
- « Je ne vais pas y aller par quatre chemins, c'est mauvais, très mauvais, archi mauvais. Il n'y [sic] rien de rattrapable dans cet album. Je ne critique pas le fait que Soprano ait voulu changer de crèmerie. Mais encore faudrait-il le faire bien ! Ainsi, oubliez les paroles, c'est mal écrit, les rimes sont pauvres dans les deux sens du terme, les textes sont bidons et ramassis de clichés. Ensuite, Soprano sait rapper, c'est indéniable, et le peu de morceaux sur lesquels il rappent sont les meilleurs. Par contre, il ne sait pas chanter, c'est atroce. De plus, sa voix est modifiée à chaque chanson. Je ne sais pas qui a réglé l'auto-tune, mais ça part dans des délires aigus régulièrement. Pour finir, les instrumentations sont plutôt festives, mais restent très quelconque. »[19]
- « À l'écoute de la première piste, j'étais content : "le morceau est bon, c'est de bon augure"… Et, malheureusement, la suite est vraiment décevante ! Pire encore, c'est pour moi le seul vrai bon morceau de l'album ! À part ça, j'ai quand-même trouvé : deux morceaux que je jugerais écoutables ; deux sont assez moyens ; deux morceaux supportables… en état de coma végétatif. Pour les restants, je n'ai rien à dire, je n'ai pas envie de commenter, c'est le néant musical. »[20]
- « Je le conseil [sic] à tous ceux qui aiment bien la musique sans prise de tête, avec des thèmes exploités simplement et clairement, mais je ne le conseille pas du tout aux fans de la première heure, à la rigueur je vous conseille le clip de Préface, mais pas plus. Pour finir, je met [sic] 6/10 mais cette note est valable que 1 ou 2 mois après la sortie mais 10 mois après j'aurais plus mit [sic] 4 ou 5 car Ils nous connaisse pas, Cosmo, Fresh Prince et Clown sont trop passés à la télé et à la radio donc ils sont devenus assez détestable [sic] (surtout Fresh Prince qui a mis au monde plein de clones que je ne citerais pas…), mais le reste est assez bon, c'est pas parfait, loin de là, mais c'est pas une bouse non plus, ça reste écoutable et toujours mieux qu'un vrai artiste pop. »[21]

Du côté des médias, il reçoit notamment de bonnes critiques :
- Report Ouest : « Loin des standards actuels, Cosmopolitanie propose un éventail musical très riche. Il y en a pour tous les goûts et tout le monde devrait apprécier le voyage, au moins en partie. Toujours aussi bon rappeur, plus mûr et une nouvelle fois engagé, Soprano se place parmi les artistes urbains les plus complets. »[22]

## Classements et certifications
| Pays                          | Meilleure position | Certification |
| ----------------------------- | ------------------ | ------------- |
| France (SNEP)                 | 2                  | Diamant       |
| Belgique (Wallonie Ultratop)  | 3                  | —             |
| Suisse (Schweizer Hitparade)  | 24                 | —             |
| Suisse romande (lescharts.ch) | 2                  |               |